# Abashiri-gawa
Le fleuve Abashiri (網走川, Abashiri-gawa) est un cours d'eau de la préfecture d'Hokkaidō au Japon.

## Géographie
Le fleuve Abashiri, d'une longueur de 115 km, prend sa source à Tsubetsu sur les collines du mont Ahoro, un volcan faisant partie de la cordillère d'Akan. Il traverse le lac Abashiri et finit sa course dans la mer d'Okhotsk à Abashiri.